# Ingo Spelly
Ingo Spelly (6 novembre 1966) è un ex canoista tedesco.

## Palmarès

### Olimpiadi
- 3 medaglie:
  - 1 oro (Barcellona 1992 nel C2 1000 metri)
  - 2 argenti (Seul 1988 nel C2 1000 metri; Barcellona 1992 nel C2 500 metri)

### Mondiali
- 7 medaglie:
  - 2 ori (Poznań 1990 nel C2 1000 metri; Parigi 1991 nel C2 1000 metri)
  - 2 argenti (Poznań 1990 nel C2 500 metri; Parigi 1991 nel C4 1000 metri)
  - 3 bronzi (Montréal 1986 nel C2 500 metri; Duisburg 1987 nel C2 1000 metri; Copenaghen 1993 nel C2 1000 metri)